# Laurent de Dignoscyo
Laurent de Dignoscyo (Laurent Dignoscyo), né le 30 octobre 1795 à Aix-en-Provence et mort le 14 novembre 1876  à Lyon, est un architecte français, urbaniste, cartographe et inspecteur des domaines. Il a réalisé plusieurs rues situées dans le 3e et 6e arrondissement de Lyon, et supervisé la restauration du Plan scénographique de Lyon en 1842.

## Biographie
Vers 1815, Laurent Dignoscyo quitte sa Provence natale pour Lyon. Dès 1818, il dessine des plans de Lyon. Il s'installe comme professionnel indépendant. Il entre, le 1er septembre 1837, dans l'administration des Hospices de Lyon pour lesquels il réalise un plan des propriétés des Hospices civils. C. Martin, alors maire de Lyon, lui confie, en 1842, la restauration du plan scénographique de Lyon (vers 1550).
Claude Dignoscyo, son fils, qu'il a formé, est à son tour cartographe et reçoit des commandes de la ville de Lyon. Il réalise les cartes du cours général du Rhône et de la Saône, et la carte hydrographique du Rhône. C'est lui qui ajoute à son nom la particule "de".

### Fin de Vie
Laurent Dignoscyo meurt le 14 novembre 1876 à Lyon, et est enterré au nouveau cimetière de la Guillotière.

## Réalisations

Plan de Lyon et forts (1844).
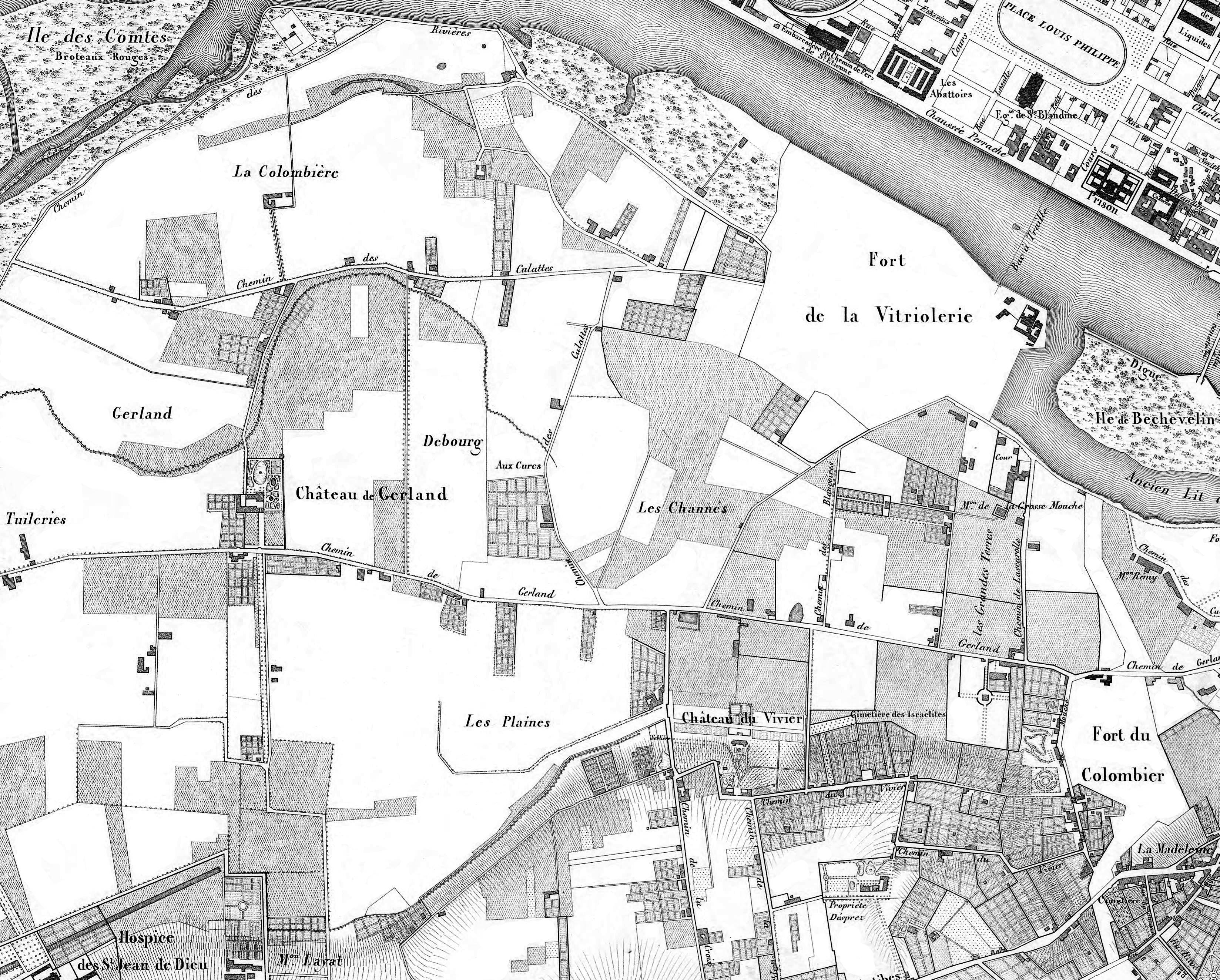
Plan topographique de la ville de Lyon et de ses environs  par Eugène Rembielenski et Laurent de Dignoscyo, 1847. Détail centré sur le quartier de Gerland.
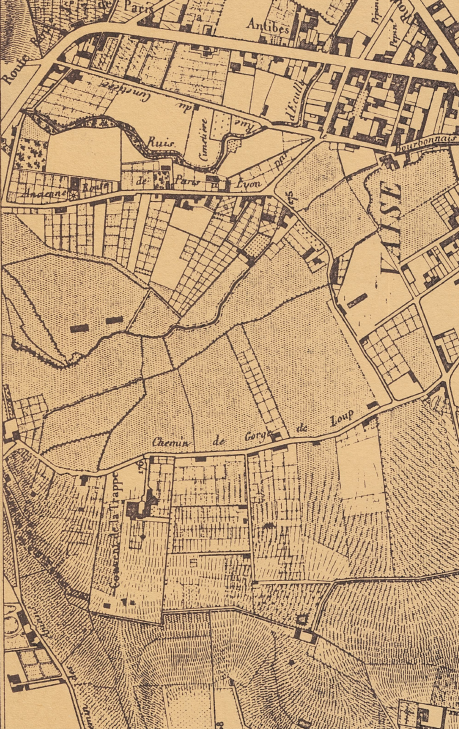
Détail du quartier de Vaise (1847).